# CADM2
CADM2 (англ. Cell adhesion molecule 2) – білок, який кодується однойменним геном, розташованим у людей на 3-й хромосомі. Довжина поліпептидного ланцюга білка становить 435 амінокислот, а молекулярна маса — 47 554.
| 10         |  | 20         |  | 30         |  | 40         |  | 50         |
| ---------- |  | ---------- |  | ---------- |  | ---------- |  | ---------- |
| MIWKRSAVLR |  | FYSVCGLLLQ |  | GSQGQFPLTQ |  | NVTVVEGGTA |  | ILTCRVDQND |
| NTSLQWSNPA |  | QQTLYFDDKK |  | ALRDNRIELV |  | RASWHELSIS |  | VSDVSLSDEG |
| QYTCSLFTMP |  | VKTSKAYLTV |  | LGVPEKPQIS |  | GFSSPVMEGD |  | LMQLTCKTSG |
| SKPAADIRWF |  | KNDKEIKDVK |  | YLKEEDANRK |  | TFTVSSTLDF |  | RVDRSDDGVA |
| VICRVDHESL |  | NATPQVAMQV |  | LEIHYTPSVK |  | IIPSTPFPQE |  | GQPLILTCES |
| KGKPLPEPVL |  | WTKDGGELPD |  | PDRMVVSGRE |  | LNILFLNKTD |  | NGTYRCEATN |
| TIGQSSAEYV |  | LIVHDVPNTL |  | LPTTIIPSLT |  | TATVTTTVAI |  | TTSPTTSATT |
| SSIRDPNALA |  | GQNGPDHALI |  | GGIVAVVVFV |  | TLCSIFLLGR |  | YLARHKGTYL |
| TNEAKGAEDA |  | PDADTAIINA |  | EGSQVNAEEK |  | KEYFI      |  |            |

A: Аланін

C: Цистеїн

D: Аспарагінова кислота

E: Глутамінова кислота

F: Фенілаланін

G: Гліцин

H: Гістидин

I: Ізолейцин

K: Лізин

L: Лейцин

M: Метіонін

N: Аспарагін

P: Пролін

Q: Глутамін

R: Аргінін

S: Серин

T: Треонін

V: Валін

W: Триптофан

Кодований геном білок за функцією належить до фосфопротеїнів. 
Задіяний у таких біологічних процесах, як клітинна адгезія, альтернативний сплайсинг. 
Локалізований у клітинній мембрані, мембрані, клітинних контактах, клітинних відростках, синапсах.